# Mount Mende
Mount Mende är ett berg i Antarktis. Det ligger i Västantarktis. Argentina, Chile och Storbritannien gör anspråk på området. Toppen på Mount Mende är 1 500 meter över havet.
Terrängen runt Mount Mende är lite kuperad. Trakten är obefolkad. Det finns inga samhällen i närheten.